# Сан-Дідеро
Сан-Дідеро (італ. San Didero, п'єм. San Didé) — муніципалітет в Італії, у регіоні П'ємонт,  метрополійне місто Турин.
Сан-Дідеро розташований на відстані близько 560 км на північний захід від Рима, 39 км на захід від Турина.
Населення — 564 особи (2014).
Покровитель — святий Дезидерій.

## Демографія
Населення за роками:

Станом на 1 січня 2023 року в муніципалітеті офіційно проживало 11 іноземців з 5 країн, серед них 2 громадяни країн Євросоюзу.

## Сусідні муніципалітети
- Боргоне-Суза
- Бруцоло
- Кондове
- Сан-Джоріо-ді-Суза
- Віллар-Фокк'ярдо